# بازپرداخت نقدی
بازپرداخت نقدی به معنای بازگشت بخشی از مبلغ خرید با استفاده از کارت بانکی به صورت نقدی است. در واقع، بانک‌ها یا شرکت‌های خدماتی این امکان را به کاربران می‌دهند که در هنگام خرید با کارت بدهی خود، بخشی از پول را به عنوان پاداش یا تخفیف دریافت کنند. این خدمات به مشتریان خرده‌فروشی ارائه می‌شود و در آن مبلغی به کل قیمت خرید تراکنشی که با کارت نقدی پرداخت شده است اضافه می‌شود و مشتری آن مبلغ را به صورت نقدی همراه با خرید دریافت می‌کند. برای مثال، خریداری که کالایی به ارزش ۱۸٫۹۹ دلار را از یک سوپرمارکت خریداری می‌کند، ممکن است درخواست بیست دلار وجه نقد برگشتی کند. مشتری نیز پرداخت بدهی ۳۸٫۹۹ دلاری به فروشگاه را تأیید می‌کرد و صندوقدار سپس ۲۰ دلار نقداً به او می‌داد.
بازپرداخت نقدی کارت بدهی از طریق شبکه‌های پرداخت رایج مانند ویزا، مسترکارت، امریکن اکسپرس در دسترس است. این روش با فراهم کردن یک خروجی برای پول نقدی که یک فروشگاه دریافت می‌کند، نیاز فروشگاه به واریز پول نقد اضافی به بانک در پایان کار را کاهش می‌دهد. بسیاری از مشتریان این روش را راهی مفید برای دریافت پول نقد می‌دانند زیرا از استفاده از دستگاه خودپرداز که ممکن است هزینه‌های اضافی داشته باشد، جلوگیری می‌کند.

## گسترۀ پوشش
این خدمت توسط بانک‌ها و بازرگانان در کشورهایی مانند جمهوری چک، ایالات متحده، کانادا، بریتانیا، استرالیا، نیوزیلند، ایرلند، هنگ کنگ، بلژیک، آلمان، سوئد، نروژ، لهستان، هلند و اسپانیا به دلیل ساختارهای کارمزدی مورد استفاده در آن مناطق ارائه می‌شود:
1. هنگام پذیرش پرداخت با کارت نقدی، فروشندگان یک کارمزد ثابت (به جای درصد) به بانک یا ارائه‌دهنده خدمات تجاری خود پرداخت می‌کنند. (دلیلش این است که برخلاف کارت‌های اعتباری، کمیسیونی که فروشنده برای پذیرش کارت‌های نقدی پرداخت می‌کند، نیازی به تأمین اعتبار بدون بهره یا سایر مشوق‌ها ندارد.)
2. با توجه به اینکه بسیاری از بانک‌های بریتانیا برای واریز وجه نقد به حساب بانکی تجاری، حدود ۰.۵٪ کارمزد دریافت می‌کنند و هزینه‌های حمل و نقل و بیمه وجه نقد را نیز شامل می‌شوند، پذیرش پرداخت‌های نقدی می‌تواند برای بازرگانان پرهزینه باشد.

ترکیب این دو عامل بدین معنی است که خرده‌فروش می‌تواند با ارائۀ خدمات بازپرداخت نقدی، در هزینه‌ها صرفه‌جویی کند. اضافه کردن بازپرداخت نقدی به خرید با کارت نقدی برای خرده‌فروش هزینۀ کمیسیون بیشتری ندارد، اما در فرآیند ارائۀ بازپرداخت نقدی، خرده‌فروش می‌تواند وجه نقدی را که در غیر این صورت باید برای واریز در بانک پرداخت می‌کرد، «تخلیه» کند.